# Kalaupapa

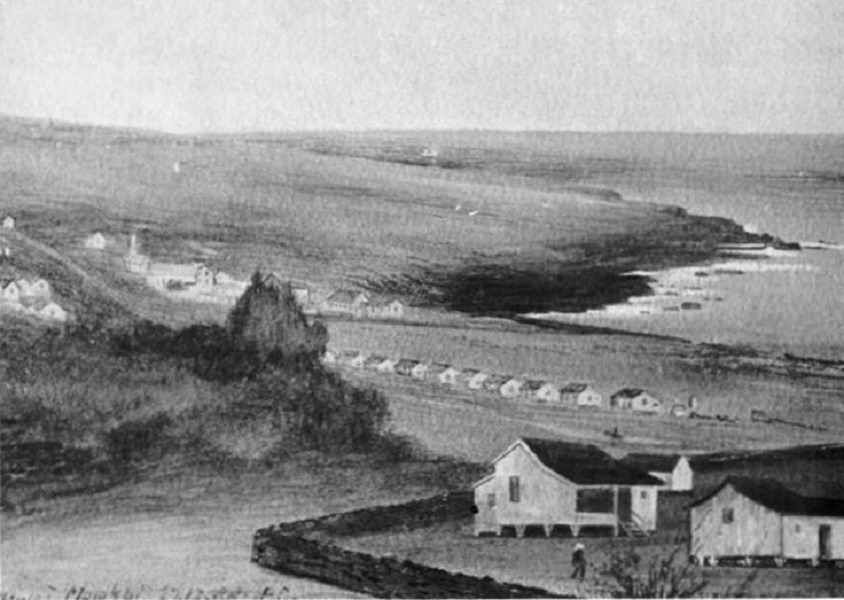
Kalaupapa

Kalaupapa is een klein dorpje op een schiereiland in Kalawao County in het uiterste noorden van het eiland Molokai in Hawaï.
Het dorp is gelegen aan de voet van de hoogste kliffen (1010 m) van de wereld.
Het vliegveld van Kalaupapa heeft een landingsbaan die 823 meter lang is. Kalaupapa Airport ligt 7 meter boven zeeniveau.
Kalaupapa is de plaats van een vroegere leprakolonie (tussen 1865 en 1969), die bekend geworden is doordat pater Damiaan en Marianne Cope er gewoond en gewerkt hebben. Het is nu het Kalaupapa Leprosy Settlement and National Historical Park. De film Molokai: The Story of Father Damien gaat over deze kolonie.